# 薩爾達傳說 魔吉拉的面具
《薩爾達傳說 魔吉拉的面具》（香港和台湾旧译，中国大陆旧译），是一款由任天堂情報開發本部開發的動作冒險遊戲，並由任天堂在其專屬主機任天堂64上發行。該遊戲在日本發行日為2000年4月27日，北美發行日為2000年10月26日，歐洲則為2000年11月17日。在日本，遊戲發行首週賣出約314,000套，全世界則共賣出三百萬套。本作曾被任天堂在中国大陆的合作伙伴神游科技纳入到引进的计划中，译为《塞爾達傳說 魔力面具》并计划发售在神游机平台，不过最後并未正式发售，仅有若干宣传资料可见于网络上。
本作於2003年在任天堂GameCube收錄於《薩爾達傳說合輯》重新發行，並於2009年在Wii、2016在Wii U的Virtual Console的服務上重新發行。2015年2月，本作的重製版本《薩爾達傳說 魔吉拉的面具 3D》於任天堂3DS推出。

## 概要
《魔吉拉的面具》是薩爾達傳說系列的第六部遊戲，並且是第二部採用三維圖形的。第一部採用三維圖形的是《薩爾達傳說 時之笛》，即《魔吉拉的面具》的前傳。遊戲發生在塔米尼亞，該地是薩爾達傳說系列故事發生地海拉魯的另類版本。遊戲開始時骷髏小子已將古老具有強大魔力的魔吉拉的面具盜走。受到面具的邪惡力量影響，骷髏小子把月亮吸引到朝塔米尼亞移動，計於三天後墜毀於該地。因而林克要在三天中不斷來回以收集四大巨人的面具，在最後的六小時中把他們召喚出來，把月亮停止再往塔米尼亞下降。遊戲進行主要集中在重複地經歷三天循環，以及面具的使用上。遊戲裡林克學會的旋律控制了時間的流動，並開啟了他必須征服的四座神殿入口。跟《時之笛》不同的是，《魔吉拉的面具》要求玩家配備擴展卡以為強化的圖形和額外螢幕上的角色提供更多的內存空間。由於圖像比《時之笛》更先進，情節也較深廣，《魔吉拉的面具》廣受好評。
本作的遊戲元素是基於《時之笛》上進行擴充；它保留了地下城解謎與陶笛樂曲的概念，並引進了角色變形與三天期限的循環限制。林克一如前集般，可進行基本的動作如行走、跑步、以及有限的跳躍，並且必須使用物品來和敵人戰鬥與解開謎題。林克主要的武器是把劍，這把劍在整個遊戲中皆可昇級。遊戲亦為玩者準備了其他武器與物品 — 如林克可用盾擋開或將攻擊反擊回去、可丟德库坚果（Deku Nut）擊暈敵人、可使用弓箭進行遠距離攻擊、可用炸彈摧毀障礙物及用其傷敵、或者使用抓鉤抓住物體或者敵人。魔法使得魔法箭、旋轉攻擊、以及其他特殊物品的使用成為可能。

### 面具與變形

林克變身成哥隆型態，正與杜當哥（Dodongo）戰鬥。面具讓林克變身成德庫矮人、鼓隆、以及索拉型態。

儘管在《時之笛》裡，面具只用於支線任務，然而在《魔吉拉的面具》裡，面具挑了大樑成為遊戲要角，共計有24個面具，其中6個必備以讓遊戲繼續進行下去。
在《魔吉拉的面具》裡，林克不像之前的薩爾達傳說遊戲那樣僅以人形貫穿整個遊戲，相反的，他可藉由穿戴面具隨意轉換成不同的異族型態：德庫面具轉換林克成德庫矮人、鼓隆面具轉換成鼓隆、而卓拉面具轉換成卓拉。每個型態皆有其獨特的能力：德庫林克可以進行旋轉攻擊、從嘴巴噴彈、踩過帶荷葉的水面、以及利用德庫花進行短距離滑翔；鼓隆林克可以如穿山甲般滾成一團高速行進、以驚人的力氣揮拳、以其巨大的身軀踏地、可走過岩漿而不會受傷、以及可利用其身體重量壓下重型開關；索拉林克可快速游泳、可從手臂射出如迴旋鏢般的鰭、可產生力場、且可抗拒浮力在水底行走。只有善用這些能力才能造訪遊戲中許多必經的區域。
遊戲中的非玩家角色會根據林克與其三種型態做出不一樣的反應。例如，鼓隆與卓拉進出時鐘鎮不會有問題，不過德庫矮人型態要進出會被護衛攔下，因為牠太矮、只有到小孩的身高。動物亦與四種型態的林克做出不同的互動。例如，狗對人類型態的林克愛理不理，牠們會攻擊德庫林克，鼓隆林克會嚇壞牠們，而索拉林克會讓狗狗很高興的追著他跑。
其他的面具看情況為玩者提供不同便利性。例如，大妖精面具可幫助蒐集散播在四個神殿裡的迷途小妖精、兔耳面具讓林克跑得快點、而石頭面具讓大部分非玩者角色及敵人對林克視而不見。較不重要的面具一般僅涉及可玩可不玩的分支任務或者僅在特殊的非關緊要場合使用。這類的例子有：可讓林克取得郵箱裡物品的郵差帽面具、以及啟動一連串分支任務的卡非面具 （提供種種獎賞）。

### 三天循環與旋律
《魔吉拉的面具》強制限定三天（72小時）遊戲時間，約合真實時間54分鐘。畫面上會顯示個時鐘以便玩者追蹤天數與時辰。林克可利用時之笛吹奏「時間之歌」回到第一天的6:00AM。回到第一天將存下玩者的進度及遊戲主要完成的部分，如地圖、面具、旋律、與武器的取得。已經解開的謎題、鑰匙、以及小物品將去不再返，且其他角色將不再復有與林克見過面的記憶。林克可以藉由吹奏種種時間旋律來減緩時間進行，或者跳到隔天早晨或傍晚。
旋律的他種用途包括操縱天氣、在散播於整個塔米尼亞的各座貓頭鷹雕像間的傳送、以及解開四座神殿的入口。每種變形面具使用不同的樂器：德庫林克吹排笛、鼓隆林克打羚羊鼓，而索拉林克彈奏魚骨吉他。值得一提的是，傑克森吉他社為雜誌《任天堂力量》主辦競技比賽大獎專門打造一把7弦限量版仿索拉林克魚骨吉他。而《魔吉拉的面具》再利用了三首《時之笛》的陶笛旋律：「時間之歌」、如前所述操控天氣的「暴風雨之歌」、以及同樣用來召喚林克坐騎的「艾波娜之歌」。
在三天的循環期間，許多非玩家角色會遵循著固定的作息，故林克可以透過炸彈小子筆記本（Bomber's Notebook）追蹤他們的去向。該筆記本可最多追蹤20位需要幫助的角色，如等待人送葯的士兵、以及林克想辦法為其設局重聚的一對已訂婚情侶。在筆記本時間線的藍棒顯示何時該角色可與之互動，而小圖示表示林克自其他角色收受了物品，如面具等等。

## 劇情

### 遊戲設定與角色

上圖顯示當林克戴上索拉面具後正在進行中的變形分鏡。一般評論家認為《魔吉拉的面具》比大部分薩爾達遊戲都要黑暗

《魔吉拉的面具》的場景設定是在塔米尼亞（タルミナ），可說是海拉爾的平行世界版本。許多在《時之笛》的角色僅做點小小的修改就在《魔吉拉的面具》裡重複使用。例如說，幼年版與成熟版《時之笛》的瑪隆在《魔吉拉的面具》中以羅瑪妮與克林米亞之名的姊妹倆出現。其他再使用的角色包括管時鐘鎮銀行的流浪者；丹培（Dampé）在兩個遊戲裡都幹守墓這行；三位因苟（Ingo）兄弟，兩位經營羅馬妮與克林米亞的對手農場，另一位擔任旅行四方的雜技表演團領導；木匠們，他們亦擔任時鐘鎮參事；《時之笛》頭目之一孪生魔法师洛娃在時鐘鎮開了間藥店慈祥和藹地賣藥；還有風車磨舫的樂師。金克爾也在該遊戲中首度出現。
時鐘鎮位於塔米尼亞中心，同時亦是林克回到三天週期之始的起始位置。時鐘鎮的中央是座鐘塔，最頂有個大鐘，正為三天後到來的時間嘉年華慶典倒數計時。人類活動集中在時鐘鎮以及羅瑪妮農場附近。塔米尼亞田野圍繞著時鐘鎮；除此之外峽谷區、灣區、沼澤區、以及雪山區位於時鐘鎮東西南北四個方位。南方沼澤裡包含了個德庫王國以及落木神殿（Woodfall Temple）。落木神殿是個裡面充滿如密林假面戰士歐多瓦（Odolwa）等怪物的古老神廟，同時也是毒化沼澤的來源。位於時鐘鎮北方的雪山區，是哥隆族城市所在地。正常情況下該地是一片青翠的松木林區，然而由於雪山神殿裡的頭目假面機械獸高特（Goht）的關係，該地經歷了一次不尋常地、超長的寒冬讓該地積雪不化。塔米尼亞的西部大灣區，是索拉族與格魯多族的棲息地。頭目巨大假面魚哥幽格（Gyorg）在該地產生風暴並污染環繞大灣神殿周遭的水。時鐘鎮東部是荒蕪的伊堪那峽谷，是前王國的領地。該地主要居民除了鬼怪研究者與其女兒、及一個小偷之外皆是僵屍、木乃伊等不死族。一隻叫雙霉（Twinmold）的大型假面蟲頭目從它在石塔神殿的老巢將暗黑吐息逐漸擴散到時鐘鎮以東的大地。
一年一度的時間嘉年華會剛好位於塔尼米亞人日曆的中心。在該日，人們佩戴手工製作的面具以祈求好運。他們順著步道從節慶塔走到時鐘塔，並在該處向四大巨人吟唱古老的歌曲以祈求好收成及來年順景。安茱的祖母告訴林克，把兩個面具獻給太陽與月亮，並且在慶典當天互訂終生的戀人，婚姻將長長久久繁榮興旺。

### 遊戲劇情
《魔吉拉的面具》始於《時之笛》，在林克打倒加儂多夫之後，騎著他的馬──伊波娜──穿越迷蹤之森（Lost Woods）。戴面具的骷髏小子跟其妖精朋友──妲多與特爾（Tatl and Tael）──從林克那裡偷走了伊波娜和時之笛，並跑進一處黑洞窟。林克跟著他們，而骷髏小子把他變為德庫矮人。骷髏小子跟特爾丟下妲多跑掉了。由於妲多被她兄弟與骷髏小子背叛感到惱怒，她同意幫助林克變為原形。
林克跟著骷髏小子穿過洞穴到達塔米尼亞的時鐘鎮。在那裡他碰到了快樂的面具商人。商人告訴林克說如果林克能從骷髏小子取回時之笛與魔吉拉的面具的話他可幫忙。林克與妲多離開座落於時鐘鎮中心、正在準備時間嘉年華的時鐘塔。林克獲悉了月亮將在三天後墜落於塔尼米亞。他在第三天半夜於時鐘塔塔頂與骷髏小子及妖精特爾碰面。林克無法取回面具，不過他拿到了時之笛並吹奏了「時之歌」，這將林克送回了他最早抵達塔米尼亞的那個時候。
快樂的面具商人教林克醫療之歌，這把林克變回人型，且留下了德庫面具。面具商人後來告訴林克，魔吉拉的面具會實現其配戴者的願望，不過代價是以一種邪惡、毀滅性的力量佔有佩戴者的身體。先民由於懼怕它所造成的大災難，「將面具永久地封印在隱蔽處」以避免它被不當使用。這當初封印面具的種族已經消失，而魔吉拉的面具的起源與性質皆已失傳。被魔吉拉的面具附身的骷髏小子，得為月亮成為塔尼米亞的威脅負起責任。
林克得在落木沼澤、雪山、大灣區和伊堪那峽谷之間穿梭。他得進入這四大區裡的神殿，藉由打敗裡頭寄居的頭目取得召喚四大巨人的力量以解救塔米尼亞。一旦所有四位頭目皆被擊敗後，林克召喚出巨人頂住了月亮朝塔米尼亞的墜落。魔吉拉的面具從骷髏小子身上升起進入月亮。在妲多的幫助下，林克追到月亮上並打敗了魔吉拉的面具。四大巨人隨後回歸長眠，且妲多與特爾和自魔吉拉的面具控制下解放的骷髏小子再度聚首。快樂的面具商人拾起了魔吉拉的面具，檢查後說它蘊含的邪惡力量已經被淨化了。正當時間嘉年華開始時，林克騎著艾波娜離去。遊戲以刻著林克、妲多、特爾、骷髏小子、與四大巨人的樹幹殘株作為顯示幕後製作名單的背景做結。當該圖顯示時，「莎莉亞之歌」（Saria's Song）的片段在背景簡短地播放。

## 開發
在1993年《薩爾達傳說 織夢島》發行後，薩爾達迷為《時之笛》等了5年，而光《時之笛》的有效開發期間就佔了4年光陰。透過重複使用《時之笛》的遊戲引擎與圖形，《魔吉拉的面具》僅需一個規模較小的開發團隊及兩年時間即可完成。根據總監青沼英二表示，他們當時「面臨著哪種遊戲可接續《時之笛》優良傳統及其700萬套世界總銷售額的大難題」，而後來隨著該公司三天攻關體系得出的解決方案出爐，他們打算「把遊戲資料打造得更小更精緻，並同時提供更深入的遊戲內容」。
《魔吉拉的面具》在1999年5月在媒體上亮相，當時《Fami通》表示，經長時間企畫後為任天堂64DD打造的薩爾達延伸資料片正在日本製作中。該專案試驗性的命名為「裏 薩爾達」（Ura Zelda，Ura即日文「裏」之意）。該延伸資料片將取材於《時之笛》並調整關卡設計，類似於在原本薩爾達傳說基礎上延伸的「另一次任務」。1999年6月，任天堂宣布「薩爾達：外傳」（Zelda: Gaiden）將在1999年8月27日秋季東京遊戲展任天堂世界展覽場上以可玩的遊戲展示方式現身。媒體因而假定《薩爾達 外傳》是在開發中的《裏 薩爾達》新標題。
於1999年8月釋出的《薩爾達 外傳》屏幕截圖清楚顯示了《魔吉拉的面具》最終版的遊戲元素，如時鐘鎮中心的大時鐘、屏幕底部的計時器，和鼓隆面具。在該月後來揭露的故事與遊戲元素等細節，顯示着整個故事概念及變形面具的使用皆已成形到位。
同樣在8月，宮本茂在Fami通訪談中確認了《裏 薩爾達》與《薩爾達：外傳》是兩個個別獨立的專案。在當時並不清楚是否《薩爾達：外傳》是《裏 薩爾達》的分支，亦或是兩者一開始就個別獨立。《裏 薩爾達》後來成為《薩爾達傳說 時光之笛 裏》（英文版為Ocarina of Time Master Quest），並作為在歐美首批發售的GameCube版《薩爾達傳說 風之律動》的贈品推出。在日本，由於任天堂64DD推行失敗，《時光之笛 裏》任天堂64版的發行取消了。
在1999年11月，任天堂發表了《薩爾達：外傳》的「2000年假日發售日」。到了2000年3月，遊戲最終發行標題底定並宣布為：《薩爾達傳說：魔吉拉的面具》（日文區為，其他歐美地區則為《The Legend of Zelda: Majora's Mask》）。
為《時之笛》裡的小林克配音的瀧本富士子，在《魔吉拉的面具》重操舊業。另一位曾為成年林克擔綱的配音員檜山修之，在該遊戲為鬼神林克與索拉林克型態獻聲。

北美版盒裝外觀，在商標處顯示魔吉拉的面具

### 與《時之笛》間的差異
《魔吉拉的面具》是在《時之笛》中所使用遊戲引擎的升級版上運行的，且它需要用到4 MB擴展卡。據IGN推論，這個需求是因為《魔吉拉的面具》可能原來是為任天堂64DD遊戲而開發的，迫使額外的4 MB記憶體成為必要。擴展卡的使用使得遊戲有著較深的景深、更準確的動態光影、更精細的材質貼圖與更細緻的動畫、複雜的帧缓冲特效如動態模糊、以及更多的角色可以同時顯示在屏幕上。這種經過延伸的景深使得玩者在遊戲中可看得更遠，且在《時之笛》中用來遮擋需要顯示遠距離區域的距離模糊以及「硬紙板全景」特效不再需要。IGN認為該遊戲的紋理設計是任天堂64諸多遊戲中最好的一個。IGN表示雖然某些紋理是低階析度，然而那些紋理「色彩繽紛且各式各樣」，這賦予每個區域「各自獨特的景觀」。最後，建築物內部裝潢是即時上色的，不像《時之笛》那樣的固定3D背景。

### 音乐
遊戲音樂是由近藤浩治與峰岸透所作，這兩位作曲家為《魔吉拉的面具》所作配樂重新詮釋了《時之笛》裡以及其他薩爾達系列遊戲裡為玩者熟悉的曲調，比方說自任天堂紅白機時代的薩爾達傳說即流傳的主題曲《面の地上》（Overworld Theme）。

## 評價
| 汇总媒体     | 得分                |
| ------------ | ------------------- |
| GameRankings | 92.3% (31 reviews)  |
| Metacritic   | 95/100 (27 reviews) |

| 媒体          | 得分    |
| ------------- | ------- |
| 1UP.com       | A       |
| Edge          | 9/10    |
| 电子游戏月刊  | 10/10   |
| Game Informer | 9.75/10 |
| GameSpot      | 8.3/10  |
| IGN           | 9.9/10  |
| NGC           | 96/100  |
| 任天堂力量    | 9.4/10  |
| Fami通        | 38/40   |

在日本《魔吉拉的面具》發售的第一周就賣掉了約314,000套而全世界共計銷售了300萬套。該遊戲常常被認為是薩爾達傳說系列遊戲中最黑暗最獨創的遊戲之一。《Edge》雜誌指出《魔吉拉的面具》是「所有薩爾達遊戲中最古怪、最黑暗、且最令人悲傷的」。評論一般嘉許該遊戲，附帶混雜著一些關於是否遊戲該像《時之笛》那樣好的意見。根據《Fami通》：「遊戲困難度 [比起《時之笛》] 大大的提高、有限的存檔次數、以及完成遊戲的時間限制等這些種種皆助長了玩者更盡興的玩該遊戲。」Game Informer稱三天循環是「在所有遊戲中最創造性的遊戲預設之一」，且亦表示「無庸置疑的，《魔吉拉的面具》是任天堂64所提供的最佳冒險。」《N64雜誌》在結束評論時說：「玩者皆認為《魔吉拉的面具》理應躲在《時之笛》的影子下顫抖。相反的，該遊戲自己如《時之笛》般大放異彩」，並給該遊戲96%的高分。GameSpot表示該遊戲遠較其先輩更為困難。IGN描述《魔吉拉的面具》如同「任天堂64的《帝國大反擊》……該遊戲是同樣的特製品，不過它更具巧思、更黑暗、且故事線發展更遠為豐富。」《GamePro》描述該遊戲故事是「離奇的、令人毛骨悚然、深入的、且扣人心弦的」且《魔吉拉的面具》是「N64仍有其魔力的現世見證」。《电子游戏月刊》將之列為最偉大遊戲中的第七位，反而將《時之笛》列於第八。《任天堂力量》將其排名為任天堂家用機最好遊戲的第15位。該遊戲名列《任天堂官方杂志》（Official Nintendo Magazine）有史以來百大任天堂遊戲中的第45位。
一般常見對《魔吉拉的面具》的批評是，它不若《時之笛》那樣平易近人。之前給《時之笛》10/10分的GameSpot，只給了《魔吉拉的面具》8.3/10分，評論寫道某些玩者可能「覺得小遊戲和分支任務太冗長乏味和有點不合時宜」。Game Revolution評論寫道：「摸熟這個薩爾達遊戲花的時間稍久了些」，不過亦表示：「當遊戲以其錯綜複雜以及神秘風味深深觸動您心弦的時候，這讓您覺得所花的時間值回票價。」

## 再發行與重製

### 薩爾達傳說合輯
於2003年，任天堂在GameCube發行《薩爾達傳說合輯》，其中收錄了《魔吉拉的面具》、《時之笛》、《薩爾達傳說》以及《林克的冒險》。《薩爾達傳說合輯》是一片特製促銷的光碟，該片光碟可以隨購買GameCube家用機優惠訂閱《任天堂力量》雜誌的部分方式取得，或者透過任天堂官網購買及註冊特定數量的任天堂出版遊戲取得。該優惠於2004年初到期。
類似許多其它的GameCube再發行品，該遊戲並不是一般業界傳統認知上的遊戲跨世代移植，然而更確切的說是原本遊戲的ROM映像在軟體模擬器上執行。僅有的差別是因為GameCube綠色A鈕與紅色B鈕的關係動作鈕的顏色不同、暫停畫面的使用、L鈕的描述改成左頁卷軸切換、而Z鈕則相反。另外，遊戲手冊寫著，由於模擬的關係，某些原聲被修改過。除了這些以外，因為它僅僅只被模擬執行（而非針對新家用機調整過）兩種家用機間存在著時脈差異；某些音樂聲音在GameCube上不準確，且每秒幀數較低。不像《時之笛》的移植，《魔吉拉的面具》亦常常當機，造成未存檔的資料丟失（如果振動功能關閉的話這情況較少發生）。撇除這些問題之外，GameCube版有著較清晰的遊戲畫面，因為GameCube圖形硬體可顯示比任天堂64更高的解析度。除此之外，GameCube版支援色差端子輸入及逐行掃描（480p）、以及支援使用PAL制式 60 Hz 的國家區域。

### Virtual Console
《魔吉拉的面具》於日本在2007年4月7日、北美2009年5月18日、歐洲和澳洲2009年4月3日於Wii的Virtual Console服務上發行。
2016年，本作先后在欧洲和日本登陆Wii U的Virtual Console平台。

### 魔吉拉的面具 3D
2014年11月6日，任天堂於任天堂直面会上宣布開發《魔吉拉的面具 3D》重製版本，并于2015年2月登陆任天堂3DS平台。
游戏除了使用新引擎重制画面外，还对游戏内容作出一定修改。